# Saison 1 de 24 Heures chrono
Chronologie
Saison 2
Cet article présente la liste des épisodes de la  saison 1 de la série télévisée 24 heures Chrono. Les événements se déroulent le jour des élections primaires présidentielles de Californie, le 7 mars 2000, de minuit à minuit.

## Acteurs principaux
- Kiefer Sutherland (VF : Patrick Béthune) : Jack Bauer (24/24)
- Leslie Hope (VF : Véronique Augereau) : Teri Bauer (24/24)
- Sarah Clarke (VF : Rafaèle Moutier) : Nina Myers (24/24)
- Elisha Cuthbert (VF : Caroline Lallau) : Kim Bauer (24/24)

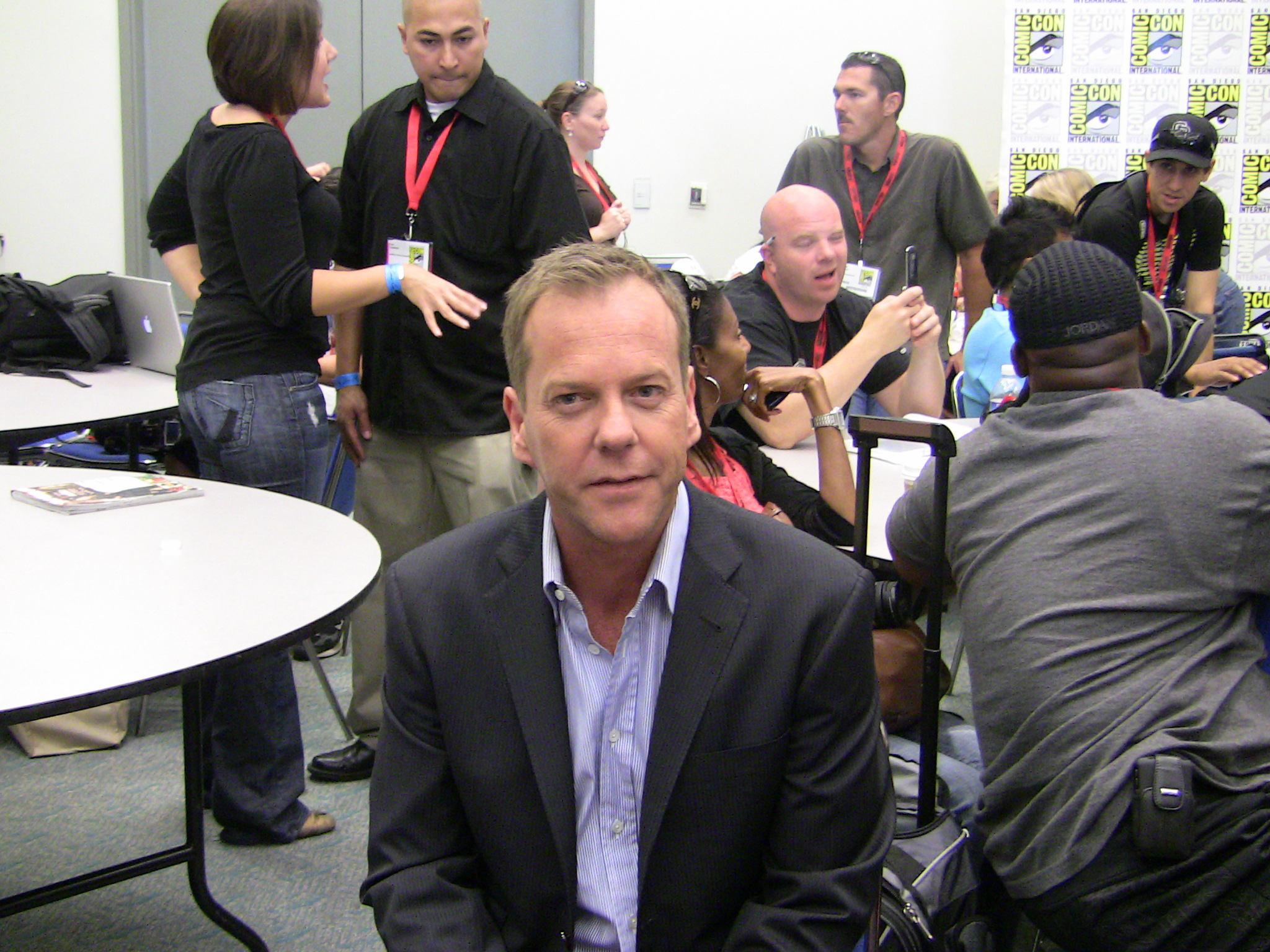
Kiefer Sutherland en 2009

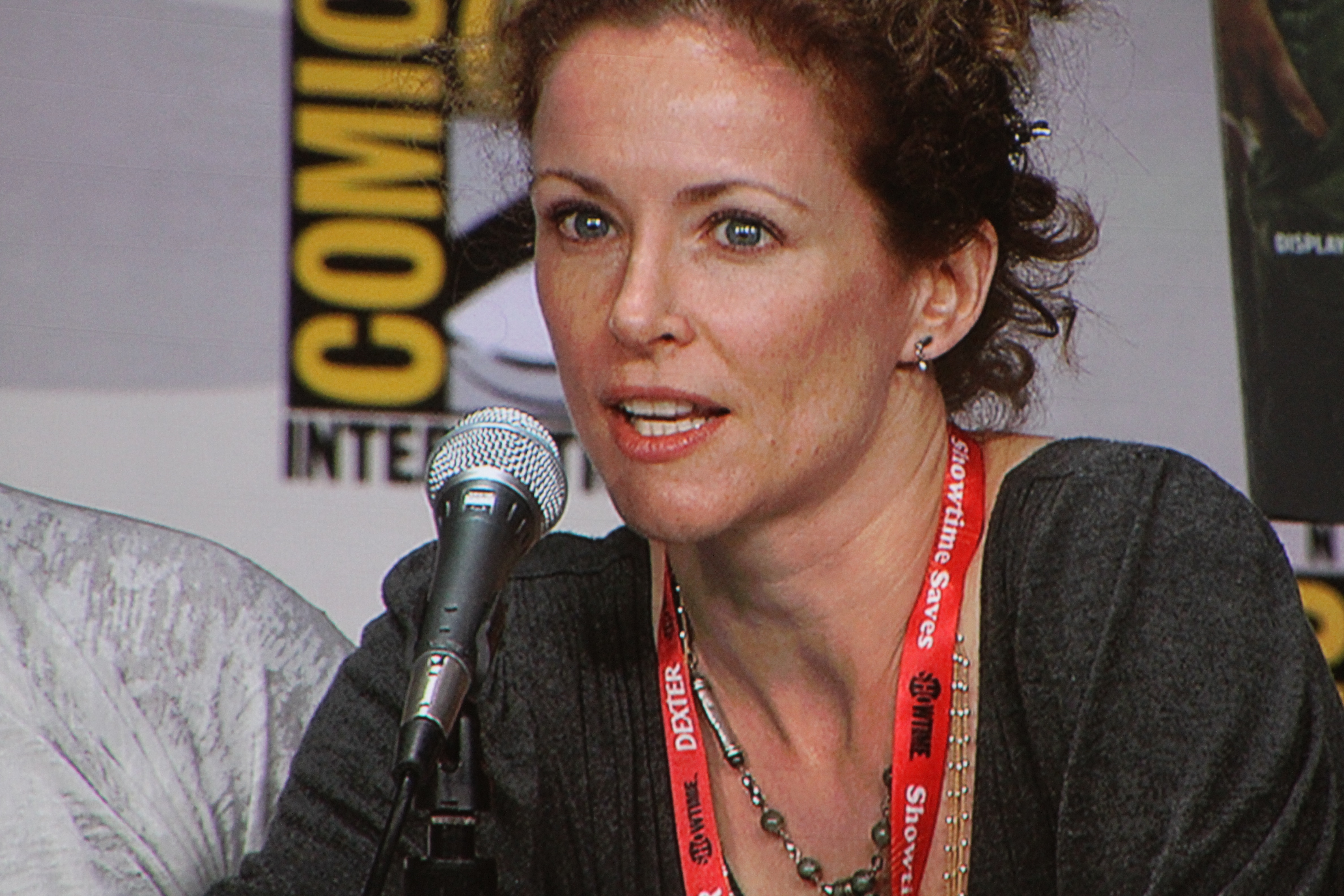
Leslie Hope en 2011

- Dennis Haysbert (VF : Paul Borne) : le sénateur David Palmer (24/24)
- Carlos Bernard (VF : Bertrand Liebert) : Tony Almeida
- Penny Johnson Jerald (VF : Pascale Vital) : Sherry Palmer
- Xander Berkeley (VF : Stefan Godin) : George Mason
- Vicellous Shannon (VF : Vincent Crouzet) : Keith Palmer
- Megalyn Echikunwoke (VF : Sophie Riffont) : Nicole Palmer
- Jude Ciccolella (VF : Marcel Guido) : Mike Novick
- Daniel Bess (VF : Stéphane Metzger) : Rick Allen
- Michael Massee (VF : Vincent Violette) : Ira Gaines
- Željko Ivanek (VF : Hervé Bellon) : Andre Drazen
- Zach Grenier (VF : Denis Boileau) : Carl Webb
- Richard Burgi (VF : Bruno Dubernat) : Kevin Carroll
- Eric Balfour (VF : Christophe Lemoine) : Milo Pressman
- Karina Arroyave (VF : Claire Guyot) : Jamey Farrell
- Misha Collins (VF : Guillaume Orsat) : Alexis Drazen
- Dennis Hopper (VF : Jean-Bernard Guillard) : Victor Drazen
- Michael O'Neill (VF : Philippe Catoire) : Richard Walsh

 Source et légende : version française (VF) sur RS Doublage et carton de doublage du générique.

## Synopsis
C'est le jour des primaires démocrates en Californie et le sénateur David Palmer, premier candidat noir à l'élection présidentielle, est favori. Cependant, Jack Bauer, chef de la cellule anti-terroriste (CAT) de Los Angeles, apprend que des terroristes s'apprêtent à assassiner le sénateur. Jack va devoir agir seul car il pense qu'une taupe s'est infiltrée dans la CAT. Mais il va rapidement découvrir que sa femme et sa fille sont également menacées. Son passé[Lequel ?] va le rattraper.

## Format
Comme la plupart des saisons de 24, cette première saison peut être divisée en 3 actes :
1. Jack enquête sur la menace d'attentat contre le sénateur David Palmer, probable futur président, et reste en contact avec Teri pour savoir si elle retrouve leur fille Kim, en fugue.
2. Jack est contraint par Gaines, qui détient sa famille, de suivre ses ordres pour brouiller les pistes de la cellule et tuer Palmer. Il essaie tout de même de collaborer avec la cellule pour retrouver sa famille.
3. Jack et la cellule enquêtent sur Drazen, qui veut se venger de David Palmer. Drazen compte faire chanter Jack en kidnappant sa fille. Pour Jack, il est question de retrouver le plus vite possible le terroriste, sauver Palmer et libérer sa fille, alors que certains agents de la cellule sont corrompus.

## Intrigues secondaires
- Teri recherche Kim et Janet dans les rues de la ville.
- La journaliste Maureen Kingsley menace de publier l'information selon laquelle le fils de David Palmer, Keith, aurait tué l'homme qui a violé sa sœur, Nicole, il y a quelques années. Le sénateur Palmer et son entourage essaient de trouver une solution pour éviter le scandale, qui est bien plus grave qu'ils ne le pensent.
- Placées sous protection, Teri et Kim sont toujours la cible des terroristes de Drazen et doivent se sauver.
- Croyant sa fille morte, Teri devient amnésique et ne se souvient plus de rien pendant trois heures.
- Kim et Rick deviennent complices mais ont à nouveau des problèmes.
- La relation entre David et son épouse Sherry se complique peu à peu jusqu'à leur séparation définitive.

## Accueil
La moyenne des audiences par épisode est de 8.60 millions. La réception de 24 est très positive avec une moyenne de 4.3/5 des notes des spectateurs sur Allociné, 88 % d'avis positifs sur Metacritic ou encore 75 % sur Rotten Tomatoes. Kiefer Sutherland gagne le Golden Globe du meilleur acteur dans une série télévisée dramatique et le Satellite Award du meilleur acteur dans une série télévisée dramatique pour avoir joué Jack Bauer, personnage qui devient alors culte.

## Liste des épisodes

### Épisode 1:Minuit - 1h00
- États-Unis : 6 novembre 2001 sur FOX
- France : 14 septembre 2002 sur Canal+

- Mia Kirshner (Mandy)
- Michael O'Neill (Richard Walsh)
- Rudolf Martin (Martin Belkin)
- Devika Parikh (Maureen Kingsley)
- Gary Murphy (Vincent)
- Jacqui Maxwell (Janet York)
- Matthew Carey (Dan)

Il est un peu plus de minuit. Jack Bauer, sa femme, Teri (avec qui il vient de se remettre après une longue séparation) et leur fille Kim sont tranquillement dans leur maison en famille. Mais, lorsque Jack et Teri Bauer veulent parler à leur fille, ils se rendent compte que celle-ci a fugué. En fait, Kim a fait le mur avec sa meilleure amie Janet pour aller à une fête avec Dan et Rick, deux garçons plus âgés.
Et c'est lorsqu'il se prépare à aller la chercher que Jack Bauer est appelé par la Cellule Anti-Terroriste, où il travaille. Jack est en effet un simple agent de terrain de cette agence gouvernementale destinée à la lutte contre le terrorisme. Il doit venir rapidement enquêter sur des menaces d'assassinat qui viseraient le sénateur David Palmer, candidat à la présidence des États-Unis. Cette tentative d'assassinat viendrait d'Allemagne et devrait avoir lieu lors des prochaines 24 heures.
Jack laisse donc sa femme seule pour aller à la Cellule, où l'attendent ses amis et collègues de travail Richard Walsh, Tony Almeida, Jamey Farrell et Nina Myers (qui fut sa maîtresse à l'époque où il était séparé d'avec Teri).
Pendant ce temps-là, le sénateur David Palmer passe une bonne soirée en famille dans son QG de campagne présidentielle, avec sa femme Sherry et ses enfants Keith et Nicole lorsqu'il reçoit un appel inattendu et préoccupant de la journaliste Maureen Kingsley.
C'est alors que George Mason, de la Division, fait son apparition. Il demande à Jack de suivre certaines pistes, tout en refusant de répondre à ses questions. Jack le soupçonne donc de lui cacher de très importantes informations.
Teri Bauer commence à désespérer de retrouver Kim lorsqu'elle reçoit un appel de la part d'Alan York, le père de Janet, l'amie de Kim. Lui aussi s'inquiète de la disparition de sa fille, et ils décident de partir ensemble à leur recherche.

### Épisode 2:1h00 - 2h00
- États-Unis : 13 novembre 2001 sur FOX
- France : 14 septembre 2002 sur Canal+

- Mia Kirshner (Mandy)
- Glenn Morshower (agent Aaron Pierce)
- Michael O'Neill (Richard Walsh)
- Rudolf Martin (Jonathan)
- Kim Murphy (Bridgit)
- Jacqui Maxwell (Janet York)
- Matthew Carey (Dan)
- Tanya Wright (Patty Brooks)

Un Boeing 747 en provenance de Berlin a explosé en plein vol au-dessus du désert des Mojaves. Seule rescapée de la catastrophe aérienne : Mandy, qui a réussi à s'échapper de l'avion à temps après avoir parlé à un mystérieux photographe. Les membres de la Cellule font tout leur possible pour trouver la liste des passagers de l'avion, car l'un d'entre eux pourrait bien être lié à la menace terroriste contre le sénateur Palmer.
Teri est toujours à la recherche de Kim et de Janet en compagnie du père de cette dernière. Devant leurs échecs successifs, ils décident de téléphoner au patron de l'endroit où leurs filles ont fait la fête.
Richard Walsh contacte alors un informateur et apprend que l'un des agents de la Cellule pourrait être impliqué dans la menace terroriste contre le sénateur Palmer. Alors que l'informateur lui donne une carte censée permettre de révéler le nom de la taupe, il se fait abattre. Walsh, blessé, téléphone à Jack Bauer pour lui demander de l'aide tout en évitant le feu ennemi.
Lorsque les services secrets menés par l'agent Aaron Pierce font irruption dans la chambre d'hôtel de la famille Palmer pour protéger le sénateur, on apprend que ce dernier a disparu. Visiblement secoué par le coup de téléphone de Maureen Kingsley, David Palmer a donné rendez-vous à son homme de main Carl Webb afin de lui demander d'éclaircir la situation.
Kim est désormais retenue contre sa volonté par Rick et Dan. Janet, droguée par les deux hommes, ne peut rien pour elle. C'est alors qu'on apprend que Rick et Dan ont été engagés par un mystérieux employeur pour enlever les deux jeunes filles.
Mandy rejoint Ira Gaines, l'instigateur du complot contre Palmer, pour lui remettre la carte de presse de Martin Belkin, qu'elle lui a volé avant de faire exploser l'avion et de sauter en parachute. Elle y rencontre Jonathan, et se trouve surprise par le réalisme de sa chirurgie esthétique. Jonathan ressemble en effet à la perfection au photographe Martin Belkin, dont il doit prendre la place. Jonathan est en effet tireur d'élite, et c'est lui qui doit tuer David Palmer. Cependant, Mandy a caché la carte de presse de Belkin. Elle et sa complice et amante, Bridgit, veulent toucher plus d'argent pour le travail qu'elles ont accompli.

### Épisode 3:2h00 - 3h00
- États-Unis : 20 novembre 2001 sur FOX
- France : 21 septembre 2002 sur Canal+

- Mia Kirshner (Mandy)
- Glenn Morshower (agent Aaron Pierce)
- Jacqui Maxwell (Janet York)
- Rudolf Martin (Jonathan)
- Kim Murphy (Bridgit)
- Keram Malicki-Sánchez (Larry Rogow)
- Stephen Duvall (Rocco)
- Marcus Brown (Adolescent #1)
- Joe Nieves (Adolescent #2)
- Matthew Carey (Dan)

Mandy et Bridgit font tout leur possible pour forcer la main à Ira Gaines, qui n'a pas vraiment le choix. Ce dernier accepte finalement leur marché.
A la Cellule, Jack met Nina face à ses accusations. Nina nie énergiquement, et Jack se rend compte grâce à la date de la carte que l'information sur sa traîtrise était fausse. Nina était effectivement en vacances avec Jack lorsque la carte a été utilisée. Cependant, la mort de Walsh met fortement mal à l'aise Tony, qui devient suspicieux à l'égard de Jack. Il décide d'appeler la sécurité centrale afin de le mettre aux arrêts.
Pendant ce temps, le sénateur Palmer attend son homme de main Carl Webb. Ce dernier apprend que la journaliste Maureen Kingsley accuse Keith Palmer, le fils du sénateur, d'être le meurtrier de l'homme qui a violé Nicole Palmer il y a plusieurs années. Elle menace aussi de rendre publiques ces accusations. David Palmer charge Carl Webb de s'en occuper avant de rentrer dans sa chambre d'hôtel, où sa femme et les services secrets l'attendent.
Kim et Janet, toujours retenues, tentent de fuir Dan et Rick. Elles finissent par y parvenir et par téléphoner à Teri, mais les deux garçons les rattrapent, et la situation dégénère. Teri et Alan York, affolés par l'appel de Kim, contactent la police.

### Épisode 4:3h00 - 4h00
- États-Unis : 27 novembre 2001 sur FOX
- France : 21 septembre 2002 sur Canal+

- Matthew Carey (Dan)
- Johnny Vasquez (Janitor)
- Mike Siegal (Agent)
- Jacqui Maxwell (Janet York)
- Kathy Byron (femme)
- Wiley Pickett (Simms)
- John Cothran Jr. (officier #2)
- James G. MacDonald (officier #1)
- John Hawkes (Greg Penticoff)

Janet, laissée pour morte après avoir été percutée par une voiture, est finalement récupérée par une ambulance et transportée à l'hôpital le plus proche, dans un état critique. Alan et Teri sillonnent le quartier que Kim leur a indiqué, mais un policier les arrête. Alan s'énerve, et le policier les retient alors plusieurs dizaines de minutes, les retardant dans leur quête pour retrouver leurs filles respectives. Kim, toujours en otage, ligotée et bâillonnée, par Dan et Rick, n'a d'autre choix que de se plier à leurs exigences.
George Mason revient pour mettre la Cellule Anti-Terroriste aux arrêts, mais Jack réussit à sortir du bâtiment à temps. Mason va alors interroger tous les membres de la Cellule. Nina et Jamey doivent continuer à cacher la carte le temps que Mason reparte.
De retour dans son hôtel, David Palmer refuse d'annuler le petit-déjeuner et le discours qu'il avait prévu le matin à huit heures. Il confie à sa femme, Sherry, ses inquiétudes face aux accusations de Maureen Kingsley. Sherry lui dit qu'il n'y a pas lieu de s'inquiéter, mais Palmer n'est pas convaincu.
Jack décide de se rendre à l'adresse indiquée par la carte. Là-bas, il se fait tirer dessus. Avec une policière qui patrouillait là, il décide de poursuivre le tireur. La policière est tuée alors que le suspect est appréhendé.
Alan York et Teri, finalement relâchés par le policier, finissent par apprendre que l'une de leurs filles a été renversée par une voiture. D'après le témoin, elle aurait été sacrément amochée. Tous deux décident de se rendre à l'hôpital, morts d'inquiétude.
Dan et Rick arrivent au rendez-vous fixé par leur mystérieux commanditaire qui se révèle être Ira Gaines. Alors qu'ils lui livrent Kim, Gaines s'inquiète de la disparition de Janet. Il finit finalement par emmener Kim, puis il convient d'un autre rendez-vous avec les deux hommes.
Pendant ce temps, Mason finit par lever la quarantaine de la Cellule, alerté par les services de police que Jack a été retrouvé.

### Épisode 5:4h00 - 5h00
- États-Unis : 11 décembre 2001 sur FOX
- France : 28 septembre 2002 sur Canal+

- Glenn Morshower (agent Aaron Pierce)
- Jacqui Maxwell (Janet York)
- Devika Parikh (Maureen Kingsley)
- Tanya Wright (Patty Brooks)
- Matthew Carey (Dan)
- John Hawkes (Greg Penticoff)
- Nynno Ahli (Abbott)
- Ray Hale (Interne)
- James Healy, Jr. (Dr. Kinnard)
- Tony Pérez (Douglas Newman)
- Sharon Madden (Réceptionniste)

Jack réussit à arracher quelques mots de Penticoff, l'homme qui l'avait agressé dans l'épisode précédent. Il apprend qu'il doit recevoir un coup de fil d'Ira Gaines dans une cabine au nord d'Hollywood. Cependant, George Mason ainsi que la police ne veulent pas laisser Bauer approcher Penticoff. Jack, résolu à savoir ce qui est arrivé à sa fille, décide de passer outre, et décide de le faire évader.
Ira Gaines a donné rendez-vous à Dan et à Rick dans un repaire secret à l'extérieur de la ville. Lorsque ces derniers arrivent, Gaines découvre qu'ils lui ont menti au sujet de Janet York. Il abat alors froidement Dan, pour le punir de leur mensonge et de leur incompétence, et laisse Rick, choqué, enterrer son ami. Kim, quant à elle, est détenue, ligotée et bâillonnée dans ce repaire.
Alan et Teri débarquent à l'hôpital, affolés. Teri, inquiète, découvre que sa fille est toujours portée disparue. Janet, en pleine opération, n'est pas en état de leur donner des informations pour l'instant. Son père promet pourtant à Teri qu'il l'accompagnera pour retrouver Kim, même si Janet est désormais hors de danger. Une véritable complicité commence à se nouer entre Teri et Alan. 
Pendant ce temps, au QG de Palmer, David réussit à voir Maureen Kingsley seul à seul. Elle lui apprend que la source de l'information selon laquelle Keith aurait tué le violeur de sa sœur n'est autre que son psychothérapeute, le docteur George Ferragamo. Elle lui présente également un registre d'hôpital qui prouve que Keith a été soigné en secret le jour où ce violeur est mort. Palmer comprend alors que cette histoire est peut-être vraie, et il décide donc de faire la lumière sur toute cette affaire. Cependant, lorsqu'il essaie de confronter Keith sur ce point, il se heurte à un mur. Lorsqu'il essaie de convaincre sa femme Sherry de rendre l'affaire publique avant que des journalistes ne s'en chargent, cette dernière refuse obstinément, prétextant que cela nuirait à sa campagne.
Jack, en voiture avec Penticoff, réussit à atteindre la cabine où Penticoff doit recevoir son coup de fil de Gaines. Ce dernier lui demande alors de se débarrasser d'un cadavre dans une voiture. Cependant, au moment où il trouve le véhicule, Mason et la police arrivent. George Mason comprend que ce cadavre est une chance inespérée de trouver un indice. Jack demande alors à Nina de faire identifier le corps.

### Épisode 6:5h00 - 6h00
- États-Unis : 18 décembre 2001 sur FOX
- France : 28 septembre 2002 sur Canal+

- Kim Miyori (Dr. Collier)
- Todd Jeffries (Claude Davenport)
- Jacqui Maxwell (Janet York)
- Chuck Walczak (Ben)
- Norma Maldonado (infirmière)
- Suzan Brittan (journaliste)
- Ariel Felix (anesthésiste)

Jack retrouve Teri et Alan York à l'hôpital où Janet a été admise, et informe Teri sur la menace terroriste contre le sénateur Palmer. Cependant, le repos est de courte durée : il reçoit un appel d'Ira Gaines qui le fait chanter. Jack devra faire tout ce qu'il lui dira sans quoi sa fille mourra. L'opération de Janet finit par se terminer. Teri et Jack demandent à Alan York de la voir afin qu'elle leur donne des informations sur ceux qui les ont enlevées plus tôt dans la nuit.
Au même moment, Kim décide d'aider Rick à enterrer le corps de Dan. Tous deux ont l'air de bien s'entendre malgré ce qui s'est passé ; Rick était en effet plus ou moins à la botte de Dan.
Carl Webb revient, et apprend à Palmer que ce qui s'est passé avec son fils était bel et bien vrai, et que certains membres de son staff lui ont caché la vérité afin de le protéger, ce qui contrarie énormément le sénateur. Il découvre également que Sherry aussi était au courant de toute l'affaire. David Palmer sollicite Mike Novick, son conseiller, pour tenter de trouver une solution pour éviter le scandale.
En parallèle, Nina découvre l'identité du corps dans la voiture ; il s'agit d'un homme nommé Alan York.

### Épisode 7:6h00 - 7h00
- États-Unis : 8 janvier 2002 sur FOX
- France : 5 octobre 2002 sur Canal+

- Rudolf Martin (Jonathan)
- Glenn Morshower (agent Aaron Pierce)
- Suzan Brittan (journaliste)
- Jesse Corti (McLemore)
- Silas Weir Mitchell (Eli)

Alors que Teri est toujours dans la voiture avec l'homme qu'elle croyait être Alan York, elle simule un malaise pour le faire arrêter. Une fois la voiture arrêtée, elle s'enfuit, mais sachant qu'elle sera poursuivie par l'imposteur, elle décide de l'assommer par surprise et de le ligoter, puis d'appeler la Cellule pour qu'ils envoient des secours.
Jack apprend par Nina que le corps dans la voiture était celui d'Alan York, Jack comprend ainsi que sa femme est en danger, mais ne peut pas intervenir. Tenu en laisse par Gaines, il lui est impossible de venir à son secours. Ce dernier lui a imposé de porter une oreillette et un micro grâce auxquels il peut écouter ce que Jack entend et lui donner des ordres en conséquence. De plus, Gaines a infiltré le réseau de caméras de surveillance de la Cellule Anti-Terroriste.
Pendant ce temps, Jonathan, qui a pris l'identité du photographe Martin Belkin, se prépare à perpétrer l'assassinat de David Palmer durant le petit-déjeuner de celui-ci, à 8 heures.
Palmer annonce qu'il compte raconter la vérité au sujet de Keith durant ce petit-déjeuner. Cependant, Keith et surtout Sherry ne sont pas du tout d'accord.
Teri voit enfin une voiture arriver. Pensant qu'il s'agit des secours de la Cellule, elle leur fait de grands signes, mais elle déchante rapidement : il s'agit d'autres hommes de main de Gaines qui délivrent le faux Alan York et enlèvent Teri.
A la Cellule Anti-Terroriste, l'informaticien Milo Pressman tente de décoder toutes les informations cryptées sur la carte de Walsh. Cependant, Jack, sur ordre de Gaines, doit remplacer cette carte par une fausse avant que Milo n'ait fini de la décrypter. Milo ne tarde pas à comprendre que la carte sur laquelle il travaillait a été remplacée par une autre, et il est très surpris de l'attitude louche de Bauer. Gaines demande ensuite à Bauer d'obtenir une accréditation pour aller au petit-déjeuner médiatique de Palmer.
Peu après, Nina tente de confronter Jack sur son comportement. C'est alors que Gaines lui demande de la prendre en otage et de sortir avec elle du bâtiment.
Au même moment, Kim arrive à convaincre Rick de l'aider à s'échapper du repaire de Gaines. Ils étaient sur le point de réussir lorsque Kim voit sa mère arriver au camp, prisonnière des hommes de Gaines. Elle décide alors de rester sur place, avec sa mère, laissant ainsi passer sa seule chance de s'échapper.
Jack emmène Nina dans une carrière. C'est alors que Gaines lui demande de la tuer. Jack, pris de court, n'a d'autre choix que de lui tirer dessus. Nina s'effondre dans un fossé, touchée en pleine poitrine.
Tony découvre grâce aux vidéos de surveillance que Jack a menacé Nina avec une arme et qu'il l'a prise en otage. Il remarque aussi qu'il lui a fait mettre discrètement un gilet pare-balles.

### Épisode 8:7h00 - 8h00
- États-Unis : 15 janvier 2002 sur FOX
- France : 5 octobre 2002 sur Canal+

- Rudolf Martin (Jonathan)
- Glenn Morshower (agent Aaron Pierce)
- Jackie Debatin (Jessica Abrams)
- Jesse D. Goins (Alan Hayes)
- Rick Garcia (journaliste de la Fox)
- Mark Clayman (homme à l'arrêt de bus)
- Silas Weir Mitchell (Eli)

Les électeurs sont appelés aux urnes pour élire le nouveau candidat démocrate à la présidence des États-Unis. Les sondages donnent Palmer largement en tête, mais ce dernier sait que les événements liés à son fils pourraient lui coûter l'élection. Jonathan arrive à Santa Clarita, où aura lieu le petit-déjeuner de Palmer.
Pour sauver sa femme et sa fille, otages de Gaines, Jack doit livrer une valise à Jonathan lors du discours de Palmer. Il arrive à Santa Clarita, où il essaie par tous les moyens d'empêcher l'attentat sur la personne du sénateur, mais sans succès.
A la Cellule, Nina finit par rejoindre Tony. Ensemble, ils mènent leur enquête et finissent par découvrir l'identité de la taupe : il s'agit de Jamey Farrell. Cette dernière communiquait avec Gaines depuis le début. Tony et Nina finissent par l'attirer dans une salle non surveillée et la mettent devant le fait accompli. Elle finit par avouer sa responsabilité et tente de se justifier en invoquant son maigre salaire et son fils qu'elle élève seule. Elle ignore toutefois qui doit tirer sur Palmer, et Nina et Tony pensent qu'il s'agit de Jack lui-même, acculé par le chantage sur sa famille.
Jack finit par rejoindre Jonathan à Santa Clarita. Ce dernier lui donne l'arme du futur crime, pour que celle-ci porte les empreintes digitales de Jack.

### Épisode 9:8h00 - 9h00
- États-Unis : 22 janvier 2002 sur FOX
- France : 12 octobre 2002 sur Canal+

- Glenn Morshower (agent Aaron Pierce)
- Michael Bryan French (Frank Simes)
- Kathleen Wilhoite (Lauren Proctor)
- Jesse D. Goins (Alan Hayes)
- Devika Parikh (Maureen Kingsley)
- Silas Weir Mitchell (Eli)

L'attentat contre Palmer a échoué, mais Jack, suspecté, a été arrêté par les services secrets. Jack tente de se justifier, mais en vain. Finalement, il finit par prendre la fuite en pleine ville et prend une femme en otage.
Jack va ensuite contacter Nina et lui demander de l'aide. À la Cellule, Tony et Nina font leur possible pour faire parler Jamey, et l'obliger à continuer à coopérer avec Ira Gaines afin d'en savoir plus sur l'attentat contre Palmer. Cependant, Jamey refuse de parler sans avocat ; Tony la menace alors de faire venir son petit garçon afin qu'il la voie menottée, ce que Jamey ne pourrait pas supporter. Peu de temps après s'être absentés, Tony et Nina reviennent dans la salle où ils la détenaient et font une horrible découverte : Jamey a fait une tentative de suicide en se tailladant les poignets.
David Palmer et sa femme sont de retour dans leur chambre d'hôtel. Toujours préoccupé par ce qu'il se préparait à dire, le sénateur commence à s'inquiéter, car la journaliste Maureen Kingsley doit prendre l'antenne dans une demi-heure et raconter l'histoire concernant Keith. Sherry décide alors de contacter Maureen afin de lui proposer un marché : que Maureen "oublie" l'histoire de Keith, et en échange, elle aura l'exclusivité du reportage sur l'attentat dont Palmer vient de faire l'objet.
Teri et Kim, toujours détenues, sont mortes d'inquiétude. Lorsqu'Eli, l'un des hommes de main de Gaines vient avec la ferme intention de violer Kim, Teri s'interpose et lui propose de la prendre elle au lieu de sa fille : elle est prête à se laisser faire pour sauver Kim.
Tony et Nina, affolés, s'occupent de Jamey, qui perd énormément de sang. C'est à ce moment-là que Gaines a choisi de l'appeler pour obtenir des informations.

### Épisode 10:9h00 - 10h00
- États-Unis : 5 février 2002 sur FOX
- France : 12 octobre 2002 sur Canal+

- Tamara Tunie (Alberta Green)
- Silas Weir Mitchell (Eli)
- Currie Graham (Ted Cofell)
- Ivar Brogger (Frank Ames)
- Tracy E. Wilson (assistante de Cofell)
- Desmond Bull (enfant)
- Manny Perry (policier)
- Maurice Dunster (agent de sécurité)

Les secours emmènent Jamey, qui a tenté de se suicider. Jack a réussi à échapper à ses poursuivants et à récupérer la voiture que Nina lui a envoyé. Ensemble, ils font le point sur la situation. Tony et Milo réussissent à récupérer un nom provenant des fichiers de Jamey : Ted Cofell. Cet homme pourrait être lié aux menaces qui pèsent sur le sénateur Palmer et sur la famille de Jack. Ce dernier, officiellement relevé de ses fonctions, est remplacé à la tête de la Cellule par Alberta Green, avec qui Nina semble avoir un contentieux.
Kim et Teri, toujours détenues, ont réussi à voler le téléphone d'Eli, un sbire de Gaines. Teri appelle Nina, qui tente de la localiser, mais Eli arrive et Teri est obligée de raccrocher. Milo a réussi à déterminer un périmètre où les deux femmes pourraient se trouver, mais sans plus.
Au QG du sénateur, Sherry décide de prendre contact avec Carl Webb pour lui demander de faire pression sur Maureen Kingsley afin qu'elle ne dévoile pas au public l'affaire sur Keith. Cependant, Carl lui dit qu'il a déjà réglé le problème, la journaliste a finalement décidé de ne rien révéler. David ne comprend pas ce revirement inattendu, et se pose de sérieuses questions. Sherry tente de convaincre David de ne rien révéler au public, mais le sénateur et Mike Novick, son directeur de campagne, ne sont pas d'accord. Tous deux pensent qu'ils devraient au contraire faire confiance au public, et ainsi contrôler l'annonce de la nouvelle.
Pendant ce temps, Gaines reçoit l'appel de son commanditaire, un certain Andre Drazen. Drazen espère que les choses se déroulent bien. Gaines, qui est à bout de nerfs, sent la situation lui échapper. Il se montre pourtant rassurant.

### Épisode 11:10h00 - 11h00
- États-Unis : 12 février 2002 sur FOX
- France : 19 octobre 2002 sur Canal+

- Currie Graham (Ted Cofell)
- Silas Weir Mitchell (Eli)
- Tamara Tunie (Alberta Green)

Alors qu'Alberta Green a pris les commandes de la Cellule, elle recherche activement Jack Bauer, suspecté d'appartenir à l'organisation terroriste qui a agressé Palmer le matin-même. Tony et Nina décident tout de même d'aider Jack en secret, enfreignant ainsi les ordres d'Alberta. Jack est d'ailleurs aux prises avec un homme d'affaires du nom de Ted Cofell. Déguisé en son chauffeur, il le prend en otage et lui fait subir un interrogatoire et réussit à obtenir un nom : Kevin Carroll. Il demande à Nina de faire des recherches sur cet homme.
Pendant ce temps, Kim et Teri sont toujours prisonnières d'Ira Gaines, mais elles sont soutenues en secret par Rick, le garçon qui avait enlevé Kim durant la nuit. Ce dernier a réussi à leur procurer une arme. Gaines, quant à lui, est de plus en plus nerveux ; son commanditaire, un certain Andre Drazen, commence à s'impatienter.
Pendant ce temps, le sénateur Palmer apprend que sa femme, Sherry, aurait eu des discussions avec Carl Webb concernant le "problème Kingsley". Palmer commence alors à douter de sa femme. Il rencontre un peu plus tard Carl au sujet du docteur Ferragamo. C'est alors qu'il comprend que ce dernier est en danger. David Palmer essaie tant bien que mal de le prévenir de la menace qui pèse sur lui.
À la suite de l'interrogatoire mené sur Ted Cofell, Jack comprend qu'il est visé personnellement par le complot terroriste. Cofell décède d'un arrêt cardiaque pendant l'interrogatoire. Il ne lui reste qu'une seule solution, aller au rendez-vous fixé par Kevin Carroll. Une fois là-bas, il se rend compte qu'il s'agit en fait de l'homme qui se faisait passer pour Alan York et qui a enlevé sa femme. Jack réussit alors à lui forcer la main pour le conduire là où sa famille est détenue.

### Épisode 12:11h00 - 12h00
- États-Unis : 19 février 2002 sur FOX
- France : 19 octobre 2002 sur Canal+

- Tamara Tunie (Alberta Green)
- John Prosky (Dr. George Ferragamo)
- Al Leong (Neill)

Teri et Kim ont tué Eli, l'homme de main de Gaines. Elles doivent cacher le corps avant que Gaines n'ait des soupçons à leur encontre, et décident de s'évader avec Rick.
Pendant ce temps, Jack retient Kevin Carroll dans sa voiture. Ce dernier doit le mener tout droit à la planque de Gaines pour y délivrer sa femme et sa fille. Une fois à l'intérieur, Jack décide d'assommer et ligoter Kevin pour qu'il n'alerte pas Gaines.
Ira Gaines est d'ailleurs bien embêté : Drazen lui enlève la direction du complot terroriste pour mettre en œuvre son plan B. Il ne lui reste plus qu'à faire ses préparatifs pour partir.
A la Cellule Anti-Terroriste, Alberta Green soupçonne Nina et Tony de lui cacher de précieuses informations concernant Jack Bauer. Mais Jack l'appelle avant qu'elle n'aie le temps de faire quoi que ce soit pour lui demander de l'aide. Elle accepte, mais Jack devra se rendre après, car il est toujours recherché.
Jack finit par retrouver Kim, Teri et Rick. Ensemble, ils s'échappent, mais Gaines a fini par retrouver Kevin qui lui a tout dit. Il va s'ensuivre une course contre la montre où Jack et Rick vont devoir protéger Kim et Teri en attendant l'arrivée des renforts. C'est alors que, dans la fusillade, Rick est blessé au bras.

### Épisode 13:12h00 - 13h00
- États-Unis : 26 février 2002 sur FOX
- France : 26 octobre 2002 sur Canal+

- Tamara Tunie (Alberta Green)
- Christine Avila (Erica Farrell)
- Devika Parikh (Maureen Kingsley)
- Al Leong (Neill)
- Ricardo Antonio Chavira (Bundy)

Jack, Teri, Kim et Rick finissent par se tirer des griffes de Gaines et de ses hommes, mais Rick, blessé dans la fusillade, s'échappe. Jack, quant à lui, recherche Gaines. Ce dernier n'a plus le choix. Soit il tue Jack, soit les hommes de Drazen les descendent. Il décide finalement de se faire tuer par Jack, conscient qu'il n'a aucun moyen d'échapper à Drazen.
À la Cellule, Nina doit interroger la mère de Jamey Farrell, effondrée par la mort de sa fille. Alberta Green attend Jack et sa famille, rapatriés par hélicoptère.
Pendant ce temps, Mike Novick, puis Sherry Palmer tentent de dissuader le sénateur Palmer de révéler la vérité au sujet de Keith. Mais ce dernier, obstiné, n'écoute rien et décide d'aller voir la journaliste Maureen Kingsley pour lui demander de poursuivre ses investigations. Elle lui répond qu'elle a renoncé, ayant reçu des menaces de la part de ceux qui soutiennent la campagne de David Palmer. C'est alors qu'il rencontre Carl, son ex-homme de main qui le menace d'incriminer Keith dans la mort de Ferragamo si Palmer décide de poursuivre son enquête sur cet "accident". Le sénateur commence alors à baisser les bras...

### Épisode 14:13h00 - 14h00
- États-Unis : 5 mars 2002 sur FOX
- France : 26 octobre 2002 sur Canal+

- Tamara Tunie (Alberta Green)
- Paul Schulze (Ryan Chopell)
- Misha Collins (Alexis Drazen)
- Kara Zediker (Elizabeth Nash)
- Judith Scott (Dr. Kent)
- Jon E. Epstein (Al)
- Mina Badie (Agent Holmes)
- Henri Lubatti (Jovan Myovic)
- Tanya Wright (Patty Brooks)

Jack et sa famille reviennent à la Cellule. Alors que Teri et Kim vont à l'hôpital en compagnie de Nina afin de subir des examens médicaux, Jack, toujours suspect, est interrogé par Alberta Green et Ryan Chopell, responsable des affaires internes. Lorsque Teri arrive à l'hôpital, elle confie à son médecin qu'elle a été violée, mais souhaite garder le secret vis-à-vis de Jack. Cependant, Nina est confrontée à un homme qui se prétend agent du FBI. Or, elle a des soupçons sur cet homme, qui se révèle être un imposteur. Elle décide donc de faire partir Teri et Kim de l'hôpital pour une résidence surveillée en ville. Elle confie à Jack qu'elle a peur que le complot au sein de la Cellule anti-terroriste soit peut-être plus important que ce que l'on croyait.
Au QG de Palmer, l'ambiance entre David et Sherry se dégrade encore un peu plus lorsque le sénateur confie à sa femme qu'il fait l'objet d'un chantage de la part de ceux qui financent sa campagne, tandis que Keith apprend la mort suspecte du docteur Ferragamo et prend enfin conscience de l'ampleur de la machination ourdie par Sherry, Carl Webb et les financiers de la campagne de David.
L'enquête sur les évènements de la journée avance. Les agents de la Cellule découvrent qu'il y a plusieurs années, le sénateur Palmer avait autorisé une opération d'élimination sur un proche de Milosevic, un certain Victor Drazen. L'on apprend aussi que l'homme qui avait mené cette opération au Kosovo n'était autre que Jack Bauer, et qu'il y avait perdu tous ses hommes, et qu'il en veut à Palmer pour cela. Ils apprennent par ailleurs qu'un autre tueur venu d'Europe de l'Est arrive pour finir ce que Gaines avait commencé.
Ce tueur n'est autre qu'Alexis Drazen, le frère d'Andre Drazen, commanditaire de la mission contre Bauer et Palmer. Alexis Drazen rencontre Kevin Carroll, qui a réussi à s'échapper de l'assaut contre Gaines. Kevin essaie de convaincre Alexis, mais ce dernier estime que Carroll n'est plus utile à la mission. Drazen tue alors Carroll.

### Épisode 15:14h00 - 15h00
- États-Unis : 12 mars 2002 sur FOX
- France : 2 novembre 2002 sur Canal+

- Tamara Tunie (Alberta Green)
- Paul Schulze (Ryan Chopell)
- Misha Collins (Alexis Drazen)
- Kara Zediker (Elizabeth Nash)
- Wade Williams (Robert Ellis)
- Kevin Ramsey (Agent Paulson)
- Nina Landey (Amanda)
- Logan Alexander (Lenny)

Le sénateur Palmer débarque à la Cellule Anti-Terroriste pour avoir une entrevue avec Jack. Cependant, Jack est toujours en train de résumer les évènements du matin à Alberta Green et Ryan Chopell. Lorsque Palmer et Bauer se rencontrent enfin, Palmer pense que Jack est l'instigateur du complot contre lui (car il l'a attaqué le matin à huit heures, et qu'il pense que Bauer a gardé du ressentiment pour le sénateur à la suite de l'opération Drazen où il a perdu ses hommes). Jack le détrompe alors, et c'est ainsi que, tous deux, ils réussissent à déduire que tout ceci aurait un lien avec une vengeance menée par des amis ou de la famille de Victor Drazen, la cible de l'assaut au Kosovo. Ils parlent également d'un agent des services secrets, un certain Robert Ellis, qui avait aidé à monter cette opération. Si Bauer et Palmer ont été attaqués à cause de cette opération, Ellis doit être lui aussi une cible. Ils décident alors de joindre ce dernier, qui leur apprend que la femme et la fille de Victor Drazen étaient dans le bunker où il était censé être. Elles sont toutes deux mortes dans l'opération, en même temps que Drazen, alors qu'elles étaient innocentes. Ellis se fait assassiner dans l'heure. Le sénateur retourne alors dans son quartier général.
Nina a conduit Teri et Kim dans une résidence surveillée par plusieurs agents de la Cellule. Elle doit y prendre la déposition des deux femmes, qu'elle filme à l'aide d'une caméra vidéo. Teri fait un test de grossesse. Il est positif. Elle l'annonce à Kim, qui n'est pas ravie. Cependant, cette grossesse ne peut être la conséquence du viol qu'elle a subi le matin-même. Le bébé que Teri attend est donc de Jack. Elle pense le garder, bien qu'il s'agisse d'un évènement imprévu. Peu de temps après, Kim joint Rick au téléphone, où ce dernier lui explique pourquoi il s'est enfui. Il semble avoir bien récupéré de la balle qu'il a reçu au bras. Pendant ce temps, Nina interroge Teri, mais cette dernière devine que Nina a été la maîtresse de Jack au moment où ils étaient tous deux séparés. Choquée, Teri décide d'interrompre sa déposition.

### Épisode 16:15h00 - 16h00
- États-Unis : 19 mars 2002 sur FOX
- France : 2 novembre 2002 sur Canal+

- Misha Collins (Alexis Drazen)
- Glenn Morshower (agent Aaron Pierce)
- Henri Lubatti (Jovan Myovic)
- Kara Zediker (Elizabeth Nash)
- Kevin Ramsey (Agent Ted Paulson)
- Pauley Perrette (Tanya)

L'enquête sur les Drazen continue d'avancer. La Cellule Anti-Terroriste a identifié trois suspects potentiels et diffuse leur portrait-robot. Elizabeth Nash, une proche collaboratrice du sénateur Palmer, reconnait immédiatement l'un d'entre eux ; il s'agit d'Alexis Drazen, son amant. Profondément choquée, elle en avertit aussitôt Palmer. Elle annonce aussi qu'elle doit le retrouver dans une heure environ dans une chambre d'hôtel.
Teri et Kim courent toujours un grand danger. Nina doit pourtant retourner à la Cellule pour y travailler, et demande à un autre agent de finir de prendre la déposition vidéo de Teri. Il ne faut pas longtemps pour que la villa dans laquelle se trouvent la femme et la fille de Bauer soit attaquée. Par chance, les deux femmes réussissent à s'échapper en voiture. Poursuivies par le tueur, Teri et Kim réussissent à le semer, mais à quel prix ! Garée au bord d'un ravin, la voiture glisse et tombe. Teri en était sortie, mais elle voit avec horreur la voiture exploser à la suite de sa chute. Il y avait Kim à l'intérieur. Teri, écrasée par la douleur, s'évanouit.
Jack est en route pour interroger Elizabeth Nash. Une fois là-bas, Elizabeth, toujours sous le choc, accepte courageusement de coopérer avec la Cellule Anti-Terroriste. Elle accepte de faire partie d'une mission. Elle sera munie d'un dispositif de pistage à distance qu'elle devra mettre dans le portefeuille de Drazen lors de leur rendez-vous. La pièce dans laquelle ils seront sera surveillée. Mais Palmer n'aime pas ça du tout.
Pendant ce temps, Keith Palmer, furieux, prend un rendez-vous avec Carl Webb pour discuter du chantage exercé sur son père. Lors de ce rendez-vous secret, Keith réussit à faire avouer à Webb toute l'affaire concernant la mort du docteur Ferragamo et des pressions dont sa famille est victime. On découvre alors que Keith a enregistré toute sa conversation avec Webb à l'insu de celui-ci.
Au nord de Los Angeles, Teri Bauer se réveille. Elle se relève, mais elle ne semble pas reconnaître l'endroit où elle se trouve. Elle ne se souvient de rien. Elle erre au hasard sur la route. Une femme accepte de la prendre en voiture et de la conduire à l'hôpital le plus proche, voyant qu'elle semble perdue et amnésique. Le tueur qui les poursuivait, elle et sa fille, n'a pas réussi à retrouver sa trace.

### Épisode 17:16h00 - 17h00
- États-Unis : 26 mars 2002 sur FOX
- France : 9 novembre 2002 sur Canal+

- Glenn Morshower (agent Aaron Pierce)
- Misha Collins (Alexis Drazen)
- Vincent Angell (Dr. Phil Parslow)
- Kara Zediker (Elizabeth Nash)
- Pauley Perrette (Tanya)
- Andre Canty (Henry Martin)

Alors que Kim, un peu sonnée mais indemne, part à la recherche de sa mère, cette dernière, prise en stop par une conductrice, souffre d'amnésie, et ne se souvient plus de qui elle est, ni de ce qui s'est passé. Elle ne se souvient même plus qu'elle est mariée et qu'elle a une fille. Kim réussit à joindre la Cellule Anti-Terroriste grâce à un téléphone public, et tombe sur Tony. Ce dernier lui propose de venir la chercher, mais Kim ne lui fait pas confiance ; elle en a trop vu ces dernières heures. Kim passe donc un autre coup de fil, après avoir raccroché au nez de Tony. Elle contacte Rick, le garçon qui les avait aidés à s'échapper, elle et ses parents, du camp de Gaines.
Pendant ce temps, Jack et son équipe mettent en place le piège pour pister le terroriste Alexis Drazen. Sa maîtresse, Elizabeth Nash, qui travaille pour le sénateur Palmer, est chargée de placer un dispositif de pistage dans son portefeuille lorsqu'ils se verront. Elizabeth n'est pas rassurée du tout, sachant que l'homme qu'elle croyait aimer est en fait un terroriste international qui en veut à la vie du futur président. Mais elle fait quand même courageusement face.
Teri, toujours en voiture, demande à la conductrice qui l'a prise en stop de la déposer près d'un restaurant qui lui paraît familier. La conductrice voulait l'emmener à l'hôpital, mais elle s'arrête quand même. Une fois à l'intérieur, un homme reconnait Teri. Il s'agit du restaurateur. Teri avait l'habitude d'y déjeuner en compagnie d'un homme.
Keith fait écouter à son père l'enregistrement qu'il avait fait une heure auparavant des aveux de Carl Webb, à l'insu de celui-ci. Il remet la bande à son père, qu'il mettra en sécurité.
Alexis contacte son frère, Andre. Il lui dit qu'il va revoir Elizabeth et ainsi avoir de nouvelles informations sur David Palmer. Andre, méfiant vis-à-vis de Nash, demande à son frère de la tuer lorsque leur entretien se sera terminé.
Kim arrive chez Rick. Ce dernier serait plutôt content de la revoir si sa copine ne voyait pas ça d'un mauvais œil. Elle se montre très hostile envers Kim.

### Épisode 18:17h00 - 18h00
- États-Unis : 2 avril 2002 sur FOX
- France : 9 novembre 2002 sur Canal+

- Tanya Wright (Patty Brooks)
- Misha Collins (Alexis Drazen)
- Edoardo Ballerini (Frank)
- Vincent Angell (Dr. Phil Parslow)
- Henri Lubatti (Jovan Myovic)
- Kirk Baltz (Teddy Hanlin)

Jack va au rendez-vous fixé par l'homme qui l'a contacté croyant parler à Alexis Drazen. Il amène une valise remplie d'argent en échange d'un service que l'homme doit rendre aux Drazen. Jack décide de monter un coup pour le piéger. Ne sachant pas quelle est la situation de sa femme et de sa fille, Jack demande à leur parler. Mais Mason, ne voulant pas aggraver la situation, refuse, malgré les protestations de Tony.
Au QG de Palmer, David fait écouter à sa femme et à Mike Novick l'enregistrement sur lequel on entend Carl Webb avouer qu'il est impliqué dans le meurtre du docteur Ferragamo. Sherry se montre très méfiante vis-à-vis des ennuis que cette bande pourrait provoquer. Si ce qu'il y a sur cet enregistrement venait à être rendu public, la candidature à la présidence de son mari pourrait être menacée. Elle lui demande de la détruire, mais ce dernier refuse.
Pendant ce temps, Teri Bauer, toujours amnésique, voit enfin arriver l'homme qui l'accompagnait au restaurant qu'elle a cru reconnaître. Il s'agit du docteur Phil Parslow, et il était l'amant de Teri à l'époque où elle était séparée de Jack. Il voudrait l'emmener à l'hôpital, mais Teri s'y oppose. Elle ne veut pas retourner dans un hôpital, même si elle ne sait pas pourquoi. La simple idée qu'elle puisse se rendre dans un hôpital la stresse terriblement. Phil décide alors de l'amener chez elle.
De l'autre côté de la ville, Kim et Rick fouillent les affaires du défunt Dan pour savoir quelle était son implication dans l'enlèvement de Kim et de sa mère. Rick doit gérer les crises de Melanie, sa copine, soupçonneuse envers Kim. Cette dernière avait décidée de s'en aller lorsque Frank, le frère de Dan, fait son apparition. Voyant Rick, mais pas Dan, il décrète que personne ne bougera tant que Dan ne sera pas revenu. Rick n'ose pas lui avouer que Dan est mort, par peur de sa colère.
Andre Drazen téléphone alors au tueur qui poursuivait Kim et Teri. Ayant perdu leur trace, ce dernier décide de se rendre au domicile des Bauer, estimant qu'elles y reviendront tôt ou tard.
Au QG de Palmer, David a caché l'enregistrement dans un coffre fort. Cependant, Sherry, qui ne veut surtout pas voir l'affaire s'ébruiter, profite d'un moment d'inattention du sénateur pour voler la bande et la détruire. Lorsque David s'en rend compte, elle lui avoue qu'elle a fait ça pour eux. Mais David, qui avait commencé à perdre confiance en sa femme, lui dit que la bande qu'elle a détruite n'était pas la bonne. Il lui a tendu un piège exprès pour voir si elle était vraiment de son côté. Le véritable enregistrement est en sécurité.
Jack, Nina et leur équipe est mise en place autour du lieu de rendez-vous. Tout est prêt pour l'arrivée de cet homme mystérieux. Une ombre cependant vient entacher le bon déroulement de l'opération. Jack et Teddy, le tireur embusqué qui est chargé de le protéger, ont un très lourd contentieux, et Teddy profère des menaces contre Jack. Mason est obligé d'intervenir. Jack n'a pas un bon pressentiment sur cette opération et le fait que Teddy y participe. À juste titre : le contact d'Alexis arrive au rendez-vous, mais l'opération échoue. L'homme se rend compte qu'il a affaire à un imposteur, et se met à fuir. Il se tue en essayant d'échapper aux tirs de Teddy. Jack a quand même réussi à en apprendre un peu plus sur la fonction qu'avait cet homme. Il s'agit d'un ouvrier qui est chargé de couper le courant dans un secteur bien précis à 19h20 précises.

### Épisode 19:18h00 - 19h00
- États-Unis : 9 avril 2002 sur FOX
- France : 16 novembre 2002 sur Canal+

- Edoardo Ballerini (Frank)
- Henri Lubatti (Jovan Myovic)
- Vincent Angell (Dr. Phil Parslow)
- Kirk Baltz (Teddy Hanlin)
- Randy J. Goodwin (gardien de sécurité)
- Darin Heames (Krugman)
- Noel Gugliemi (Craig)

### Épisode 20:19h00 - 20h00
- États-Unis : 16 avril 2002 sur FOX
- France : 16 novembre 2002 sur Canal+

- Tanya Wright (Patty Brooks)
- Vincent Angell (Dr. Phil Parslow)
- Darin Heames (Krugman)
- Christian Hastings (Harris)
- Lou Diamond Phillips (Mark DeSalvo)
- Dennis Hopper (Victor Drazen)
- Rick Garcia (reporter)

### Épisode 21:20h00 - 21h00
- États-Unis : 23 avril 2002 sur FOX
- France : 23 novembre 2002 sur Canal+

- Paul Schulze (Ryan Chopell)
- Tanya Wright (Patty Brooks)
- Darin Heames (Krugman)
- Christian Hastings (Harris)
- Lou Diamond Phillips (Mark DeSalvo)
- Dennis Hopper (Victor Drazen)
- Jon E. Epstein (Al)
- Pete Antico (Barnes)
- Jenn McCullough (Elaine)

### Épisode 22:21h00 - 22h00
- États-Unis : 7 mai 2002 sur FOX
- France : 23 novembre 2002 sur Canal+

- Juliette Dudnik (Mila)
- Christina Moore (Dana)
- Eugene Lazarev (Nikola)
- Christian Hastings (Harris)
- Dennis Hopper (Victor Drazen)
- Misha Collins (Alexis Drazen)
- Tanya Wright (Patty Brooks)

### Épisode 23:22h00 - 23h00
- États-Unis : 14 mai 2002 sur FOX
- France : 30 novembre 2002 sur Canal+

- Dennis Hopper (Victor Drazen)
- Misha Collins (Alexis Drazen)
- Paul Webster (Agent Ron)
- Josip Kuchan (médecin serbe)
- Tanya Wright (Patty Brooks)
- Yvette Fernandez (reporter)

### Épisode 24:23h00 - Minuit
- États-Unis : 21 mai 2002 sur FOX
- France : 30 novembre 2002 sur Canal+

- Karina Arroyave (Jamey Farrell)
- Kevin Chapman (garde-côte)
- Terrell Tilford (Paul Wilson)
- Dennis Hopper (Victor Drazen)
- Rey Gallegos (Sergeant Devlin)
- Tico Wells (Karris)
- Endre Hules (Serge)

Jack se rend donc au quai indiqué par André. Là-bas, Nina (qui est en réalité un agent-double) lui dit que sa fille a été retrouvée noyée à la suite de son escapade. Fou de rage, Jack défonce avec sa voiture le hangar dans lequel se trouvaient les Drazen, et après une course poursuite, il abat André et Victor (dans lequel il vide son chargeur). Palmer de son côté fait face à d'autres problèmes : Sherry a divulgué à la presse que David n'était en fait pas mort dans l'explosion, ce qui met son mari dans une violente colère, puisque lui souhait s'en tenir à ce que Jack et lui étaient convenus, en remerciement du fait que Jack lui avait déjà sauvé la vie deux fois en 24 heures. Il doit aller s'expliquer aux médias, puis décide de se séparer de Sherry qu'il renvoie à Washington. Celle-ci part en proférant des menaces, et en disant qu'elle ne se laissera pas faire aussi facilement.